# Kham Khuean Kaeo (huyện)
Kham Khuean Kaeo (tiếng Thái: คำเขื่อนแก้ว) là một huyện (amphoe) của tỉnh Yasothon ở đông bắc Thái Lan.

## Lịch sử
Kham Khuean Kaeo trước đây tên là Uthai Sothon (อำเภออุทัยโสธร) khi đơn vị này vẫn là một huyện của tỉnh Ubon Ratchathani. Tên đã được đổi vào ngày 4 tháng 11 năm 1953.
Khi Yasothon được tách ra khỏi Ubon Ratchathani, Kham Khuean Kaeo là một trong những huyện đầu tiên của tỉnh mới.

## Địa lý
Các huyện giáp ranh (từ phía tây bắc theo chiều kim đồng hồ) là: Mueang Yasothon và Pa Tio của tỉnh Yasothon, Hua Taphan của tỉnh Amnat Charoen, Khueang Nai của tỉnh Ubon Ratchathani, Maha Chana Chai của tỉnh Yasothon, và Phanom Phrai của tỉnh Roi Et.

## Hành chính
Huyện này được chia thành 13 phó huyện (tambon) với 114 làng (muban).